# Archispirostreptus divergens
Archispirostreptus divergens är en mångfotingart som beskrevs av Niels Krabbe och Henrik Enghoff 1978. Archispirostreptus divergens ingår i släktet Archispirostreptus och familjen Spirostreptidae. Inga underarter finns listade i Catalogue of Life.